# Deurne (Noord-Brabant)
Deurne (anhörenⓘ) ist eine Gemeinde in den Niederlanden, Provinz Noord-Brabant. Sie hat eine Gesamtfläche von 118,36 km². Deurne hat 33.388 Einwohner (Stand 1. Januar 2025).

## Orte
- Deurne (25.550 Einwohner), wo sich auch die Gemeindeverwaltung befindet
- Liessel
- Vlierden
- Neerkant
- Helenaveen

## Lage und Wirtschaft
Deurne liegt im Osten der Provinz, zwischen dem acht km in westlicher Richtung entfernten Helmond und Venlo, etwa 30 km südöstlich von Deurne. Die Stadt ist durch die Eisenbahnstrecke Venlo–Eindhoven an beide Städte angebunden. Wenige Kilometer südlich befindet sich die Anschlussstelle Liessel der A67. Eine weitere Straße führt in nordöstlicher Richtung nach Venray.
Deurne lebt hauptsächlich von Handel und Kleingewerbe, Industrie (ein Werk des Philips-Konzerns), Tourismus und Landwirtschaft.

## Geschichte
Der Ort Deurne wurde 721 in einer bischöflichen Schenkungsurkunde erstmals erwähnt. Bereits um 800 v. Chr. lebten hier Menschen, was der Fund eines Urnenfeldes bezeugt. Im Jahr 1910 wurde bei den Arbeiten zum Urbarmachen des Hochmoores in der Gemeinde ein vergoldeter Helm eines Römers gefunden (jetzt im Leidener Museum für das Altertum {Rijksmuseum van Oudheden}).
Im Mittelalter hatte Deurne schon eine dem heiligen Willibrord geweihte Kirche. Diese wurde nach dem Westfälischen Frieden von 1648, als Deurne Teil der protestantischen Republik der Niederlande wurde, zwangsweise „reformiert“. Die Katholiken gingen zur Messe in Venray, das wie große Teile der Provinz Limburg erst 1815 niederländisch wurde. Unter der Herrschaft Napoleons bekamen die Katholiken 1799 ihr Gotteshaus zurück.
Im Jahr 1853 gründete ein Geschäftsmann namens Van der Griendt die Maatschappij Helenaveen, die große Teile des Hochmoores „De Peel“ abgraben ließ: der Torf war ein guter Brennstoff, und nach der Entfernung der meterdicken Moorschicht blieb brauchbares Ackerland übrig. Dort entwickelte sich das Dorf Helenaveen mit einem bis zum Zweiten Weltkrieg wichtigen Güterbahnhof an der 1866 eröffneten Eisenbahnlinie Eindhoven – Helmond – Venlo.
Am Anfang des 20. Jahrhunderts gab es in Deurne auch bedeutende Textilindustrie, und der Philips-Konzern baute in Deurne eine Glühlampenfabrik. Inzwischen war die Torfgewinnung wegen Unwirtschaftlichkeit (in Südlimburg gab es inzwischen die Steinkohlezechen) eingestellt worden.
Der Zweite Weltkrieg war für die Gemeinde katastrophal. Zunächst wurde beim Einmarsch der deutschen Truppen am 10. und 11. Mai 1940 hier heftig gekämpft. Im Herbst 1944 wurde das Schloss Deurne und das Dorf Neerkant schwer verwüstet durch den Versuch der Alliierten, nach der zum Teil misslungenen Operation Market Garden, den noch von den Deutschen besetzten Bereich zwischen Eindhoven/Herzogenbusch und der Maas zu erobern. Das große Kriegsmuseum Liberty Park im benachbarten Overloon gibt ein gutes Bild dieser Kämpfe.
Nach 1950 wurden mit Subventionen der Regierung in Den Haag Gewerbegebiete entlang der Eisenbahn gebaut, was die wirtschaftliche Entwicklung stark verbesserte.

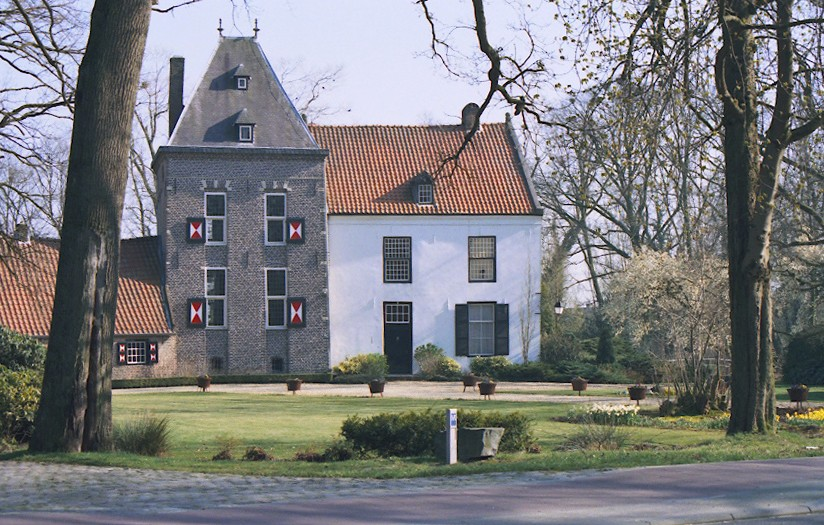
Schloss Deurne

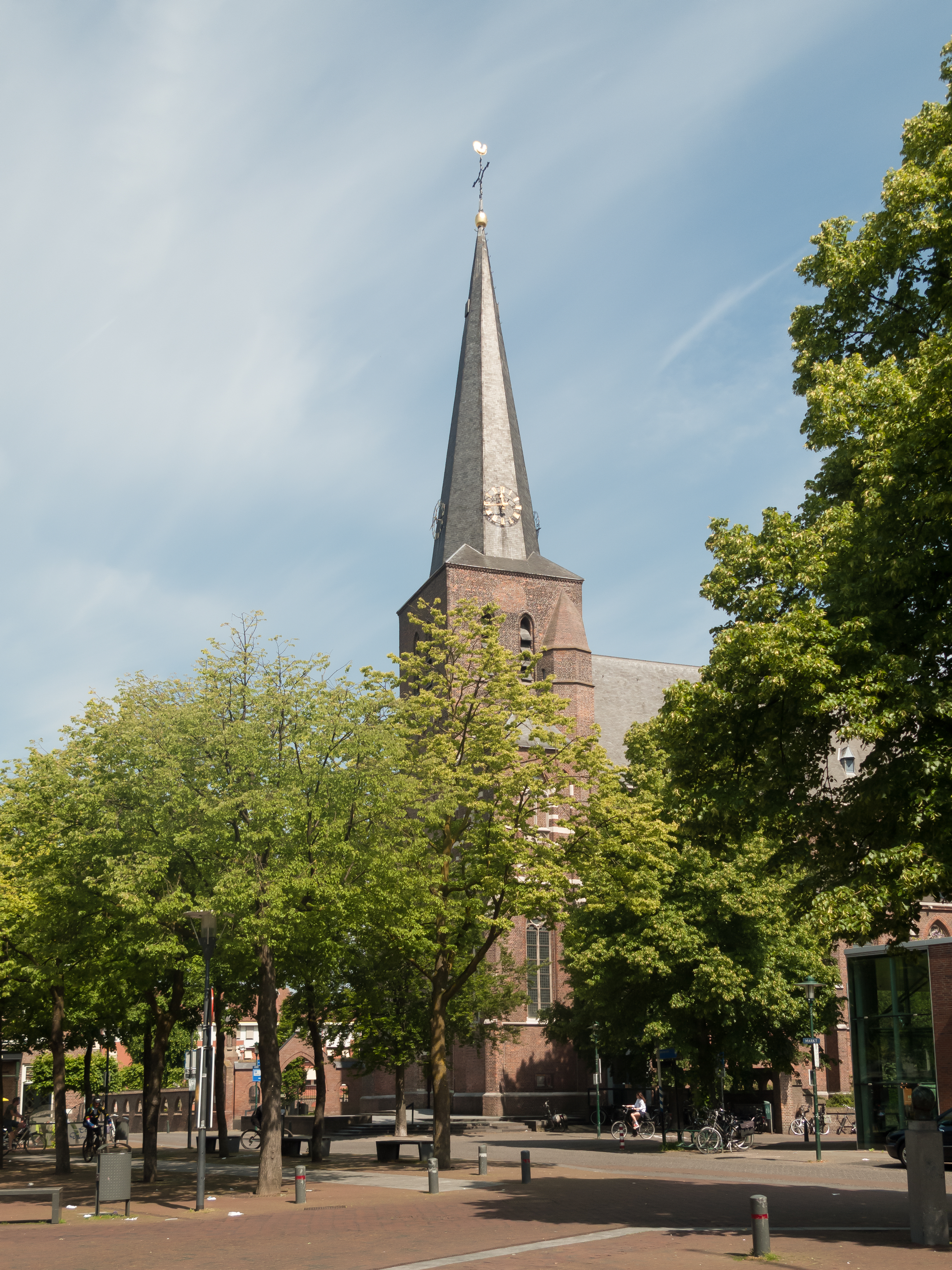
Kirche: de Sint Willibrorduskerk

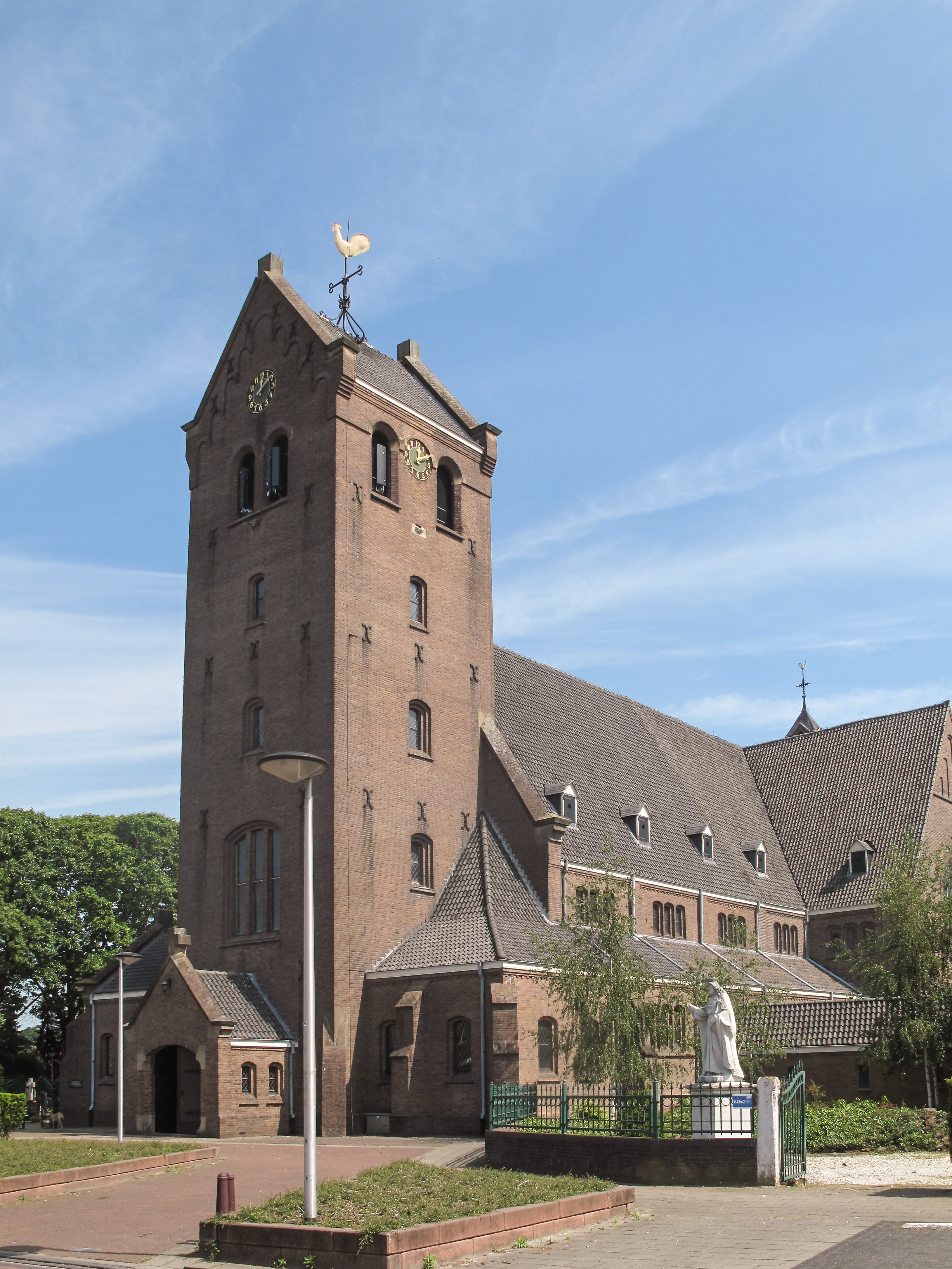
Kirche: de Sint Jozefkerk

## Kulturelles
Deurne war Wohnort einiger in der Region bekannter Künstler:
- Hendrik Wiegersma, Maler, ein Freund von Ossip Zadkine
- seine Söhne Friso Wiegersma, Textschreiber für bekannte niederländische Kleinkünstler wie Wim Sonneveld, und Pieter Wiegersma (1920–2009)
- Antoon Coolen, Schriftsteller (1897–1961)
- Toon Kortooms, Schriftsteller (1916–1999).

## Trivia
Toon Kortooms schrieb beliebte, humorvolle Romane über die Gegend und das Dorfleben, darunter „Beekman en Beekman“ und „Help, de dokter verzuipt“, welches Werk verfilmt wurde.

## Sehenswürdigkeiten
- Die Hochmoorlandschaft De Peel, östlich von Deurne. Ein Teil davon ist ein 13 km² großer Nationalpark (Nationaal Park De Groote Peel), der vom Besucherzentrum „Mijl op zeven“ besucht werden kann. „De Peel“ wird von Deurne selbst getrennt durch den „Peelrandbreuk“. Das ist eine kleine Verwerfung oder ein Bruch in der Erdkruste, wo also Erdbeben möglich sind. Stärkere Beben als etwa drei auf der Richterskala gibt es aber so gut wie nie.
- Das Hendrik-Wiegersma-Haus (De Wieger). Museum für Gemälde aus der Periode 1915–1940. Wechselausstellungen moderner Kunst.
- Einige alte Windmühlen und Bauernhäuser aus dem 19. Jahrhundert.
- Kleines und großes Schloss im „Haageind“ (14. Jahrhundert).

## Politik
Die Politieke Partij DOE! konnte ihren Wahlsieg aus dem Jahre 2014 bei der Kommunalwahl am 21. März 2018 verteidigen. Sie war in der Legislaturperiode 2018–2022 Teil einer Koalition mit DeurneNU und der VVD. Auch 2022 wurde sie stärkste Fraktion.

### Gemeinderat
Der Gemeinderat wird seit 1982 folgendermaßen gebildet:
| Partei                                | Sitze | Sitze | Sitze | Sitze | Sitze | Sitze | Sitze | Sitze | Sitze | Sitze | Sitze |
| Partei                                | 1982  | 1986  | 1990  | 1994  | 1998  | 2002  | 2006  | 2010  | 2014  | 2018  | 2022  |
| ------------------------------------- | ----- | ----- | ----- | ----- | ----- | ----- | ----- | ----- | ----- | ----- | ----- |
| Politieke Partij DOE!                 | –     | –     | –     | –     | –     | 5     | 5     | 6     | 5     | 6     | 6     |
| DeurneNU                              | 8     | 10    | 10    | 10    | 9     | 7     | 5     | 4     | 5     | 5     | 5     |
| Progressief Akkoord                   | –     | –     | –     | –     | 2     | 2     | 1     | 1     | 2     | 2     | 3     |
| GroenLinks                            | –     | –     | 3     | 3     | –     | –     | –     | –     | 2     | 2     | 3     |
| PvdA                                  | 1     | 3     | 3     | 3     | 2     | 2     | 3     | 2     | 1     | 1     | 3     |
| Progressieve Partij Deurne            | 1     | 3     | –     | –     | –     | –     | –     | –     | –     | –     | –     |
| CDA                                   | 9     | 7     | 7     | 6     | 6     | 6     | 6     | 6     | 4     | 4     | 3     |
| VVD                                   | 2     | 1     | 1     | 1     | 2     | 1     | 3     | 4     | 4     | 3     | 3     |
| Transparant Deurne                    | –     | –     | –     | –     | –     | –     | –     | –     | 2     | 2     | 2     |
| 50PLUS                                | –     | –     | –     | –     | –     | –     | –     | –     | –     | –     | 1     |
| D66                                   | –     | –     | –     | 3     | 2     | –     | –     | –     | –     | –     | –     |
| Lijst Bennenbroek                     | –     | –     | –     | –     | 0     | –     | –     | –     | –     | –     | –     |
| Partij voor Socialisme en Ontwapening | –     | 0     | –     | –     | –     | –     | –     | –     | –     | –     | –     |
| Democraten Deurne                     | 0     | –     | –     | –     | –     | –     | –     | –     | –     | –     | –     |
| Gesamt                                | 21    | 21    | 21    | 23    | 23    | 23    | 23    | 23    | 23    | 23    | 23    |

### Kollegium von Bürgermeister und Beigeordneten
Die Koalitionsparteien DeurneNU, Politieke Partij DOE! und VVD stellen dem College van burgemeester en wethouders jeweils einen Beigeordneten zur Verfügung. Folgende Personen gehören zum Kollegium und sind in folgenden Bereichen zuständig:
| Funktion         | Name             | Partei                | Ressort                                                                    | Anmerkung                       |
| ---------------- | ---------------- | --------------------- | -------------------------------------------------------------------------- | ------------------------------- |
| Bürgermeisterin  | Greet Buter      | PvdA                  | Verwaltung, Sicherheit und Geschäftsführung                                | seit dem 1. Februar 2021 im Amt |
| Beigeordnete     | Marinus Biemans  | Politieke Partij DOE! | Raum, Wirtschaft, ländliches Umland, Nachhaltigkeit sowie Kunst und Kultur | –                               |
| Beigeordnete     | Marnix Schlösser | VVD                   | Arbeit, Pflege, Bildung und Finanzen                                       | –                               |
| Beigeordnete     | Helm Verhees     | DeurneNU              | Wohnen, Leben, Gebäude und Besitz                                          | –                               |
| Gemeindesekretär | Robbert Halffman | —                     | —                                                                          | seit Januar 2018 im Amt         |

## Persönlichkeiten
- Wilhelmus Brouwers (* 1949), Radrennfahrer
- Hans Joosten (* 1955), Biologe
- Frank van Bakel (* 1958), Radrennfahrer
- Thomas Roijakkers (* 1978), Basketballtrainer
- Johan Roijakkers (* 1980), Basketballtrainer
- Toon Leenders (* 1986), Handballspieler
- Arjan Haenen (* 1987), Handballspieler
- Sanne van Paassen (* 1988), Radrennfahrerin
- Yara Kastelijn (* 1997), Radrennfahrerin
- Pascal Struijk (* 1999), Fußballspieler